# Переход через Кваркен
Переход через Кваркен — поход русской армии по льду Ботнического залива (пролив Кваркен) на шведский берег в марте 1809 года во время Русско-шведской войны. 

## Предыстория
После покорения Финляндии Швеция еще сохраняла свои боеспособные войска и в любой момент могла перейти в контратаку. Для этого император Александр I решил перенести боевые действия на территорию Швеции. Было сформировано три корпуса, одним из которых был корпус Барклая де Толли. Ему предписывалось двигаться по льду Ботнического залива от Вааса к Умео. В операции планировалось задействовать до 30 тыс. солдат. Современники относились к этой затее скептически, так как 60 верст это больше суточного перехода. Солдаты могли попасть в метель или лед мог вскрыться. В процессе приготовлений экспедиционный корпус был сокращен в десять раз и составил около 3,5 тыс. солдат. Войска снабжены были 10-ти дневным запасом сухарей и 4-х дневным фуража; обозов взято не было, только патронные ящики на полозьях и сани для отвоза раненых.

## Ход событий
8 (20) марта 1809 переход начался в 5 часов утра. Мороз достигал -15 градусов, однако погода была тихая. Солдатам приходилось часто останавливаться на отдых. Лед был неровный из-за торосов. За 12 часов удалось пройти 40 верст и достигнуть островов Гольмен и Гадден. Затем был 6-ти часовой отдых. После полуночи войско вновь двинулось в поход и к утру достигло Умео. Захваченные торговые суда были немедленно пущены на костры для обогрева. Шведский комендант Гриппенберг имея в три раза меньше сил не решился на бой и договорился о сдаче Умео и всей Вестро-Ботнии. 10 (22) марта 1809 Барклай де Толли вступил в город Умео. Русские войска планировали двинуться к Стокгольму, однако заключенное на Аландских островах перемирие предписывало возвращение обратно в Вааса. Барклай де Толли отдал распоряжение об отдыхе на несколько дней и 15 (27) марта 1809 двинулся в обратный путь.

## Участники
Лейб-Гренадерский, Тульский и Полоцкий мушкетерские полки, три сотни казаков, 8 орудий. Войско было разделено на 2 колонны: во главе с Филисовым и Бергом.

## Память
В память о переходе была учреждена Медаль «За переход на шведский берег»